# كاندي نيلسون
كاندي نيلسون (بالإنجليزية: Candy Nelson)‏ هو لاعب كرة قاعدة أمريكي، ولد في 14 مارس 1849 في بورتلاند في الولايات المتحدة، وتوفي في 4 سبتمبر 1910 في بروكلين في الولايات المتحدة.

## وصلات خارجية
- كاندي نيلسون على موقعبيزبول رفرنس.كوم (الدوري الرئيسي) (الإنجليزية)
- كاندي نيلسون على موقعبيزبول رفرنس.كوم (الدوري الثانوي) (الإنجليزية)